# 로마자 표기법
로마자 표기법(羅馬字表記法)은 로마자(라틴 문자)를 사용하지 않는 언어를 로마자를 이용해 표기하는 방법을 말한다. 로마자 표기법에는 문자를 그대로 옮기는 전자법과 말소리를 옮겨 적는 전사법이 있다. 더 나아가 전사는 음운 전사와 음성 전사로 구분될 수 있다. 음운 전사는 음소를 기록하는 것이고 음성 전사는 말소리를 있는 그대로 기록하는 것이다.

## 개별 언어의 로마자 표기법
- 그리스어 로마자 표기법
- 라오어 로마자 표기법
- 러시아어 로마자 표기법
- 벨라루스어 로마자 표기법
- 불가리아어 로마자 표기법
- 산스크리트어 로마자 표기법
- 아랍어 로마자 표기법
- 아르메니아어 로마자 표기법
- 우크라이나어 로마자 표기법
- 일본어 로마자 표기법
- 조지아어 로마자 표기법
- 중국어 로마자 표기법 또는 한어 로마자 표기법
- 타이어 로마자 표기법
- 페르시아어 로마자 표기법
- 한국어 로마자 표기법
- 히브리어 로마자 표기법

## 같이 보기
- 국립국어원
- 맞춤법
- 한글 맞춤법
  - 띄어쓰기
  - 문장부호
- 표준어
- 대한민국 표준어
- 표준어 규정
  - 표준어 사정 원칙
  - 표준 발음법
- 외래어 표기법
- 한국어의 로마자 표기법